# Chà Tở
Chà Tở là một xã thuộc huyện Nậm Pồ, tỉnh Điện Biên, Việt Nam.

## Địa lý
Xã Chà Tở nằm ở phía đông huyện Nậm Pồ, có vị trí địa lý:
- Phía đông giáp huyện Mường Chà
- Phía tây giáp xã Chà Cang và xã Chà Nưa
- Phía nam giáp xã Phìn Hồ
- Phía bắc giáp xã Nậm Khăn và tỉnh Lai Châu.

Xã Chà Tở có diện tích 123,26 km², dân số năm 2022 là 2.971 người, mật độ dân số đạt 24 người/km².

## Hành chính
Xã Chà Tở được chia thành 10 bản.

## Lịch sử
Ngày 26 tháng 11 năm 2003, Quốc hội ban hành Nghị quyết số 22/2003/QH11 về việc chuyển xã Chà Tở thuộc huyện Mường Nhé, tỉnh Lai Châu về tỉnh Điện Biên mới thành lập quản lý.
Ngày 14 tháng 11 năm 2006, Chính phủ ban hành Nghị định số 135/2006/NĐ-CP về việc thành lập xã Nậm Khăn trên cơ sở điều chỉnh 10.480 ha diện tích tự nhiên và 1.978 nhân khẩu của xã Chà Tở.
Sau khi điều chỉnh địa giới hành chính, xã Chà Tở còn lại 12.311 ha diện tích tự nhiên và 2.009 nhân khẩu.
Ngày 2 tháng 3 năm 2005, Chính phủ ban hành Nghị định số 25/2005/NĐ-CP về việc đổi tên huyện Mường Lay thành huyện Mường Chà và xã Chà Tở thuộc huyện Mường Chà mới đổi tên quản lý.
Ngày 25 tháng 8 năm 2012, Chính phủ ban hành Nghị quyết số 45/NQ-CP về việc chuyển xã Chà Tở thuộc huyện Mường Chà về huyện Nậm Pồ mới thành lập quản lý.